# マグノックス
マグノックス（英語：Magnox）とは、マグネシウム99.196%、アルミニウム0.8%、ベリリウム0.004%の合金である。
その名前は「酸化しないマグネシウム」（Magnesium non-oxdising）に由来する。
中性子吸収断面積が小さいという特徴があるため改良型コルダーホール炉の核燃料の被覆材として用いられている。
このため同炉はマグノックス炉とも呼ばれている。

## マグノックスの特徴
- マグノックスの耐えられる温度（約摂氏360°）以上に温度を上げられないために熱効率が低い。
- 水と反応するので使用済み燃料の水中での長期保管が難しい。